# Artemi, Càndida i Paulina de Roma
Artemi, Càndida i Paulina (Roma, s. III - 302) són una família (pare, mare i filla) de màrtirs cristians, que moriren durant el govern de l'emperador romà Dioclecià i que són venerats com a sants per l'Església Catòlica Romana. La seva festivitat és el 6 de juny.

## Història
Artemi era un carceller de Roma casat amb Càndida que tenien una filla, Paulina, la qual estava endimoniada. Un dia el jutge Sereno Vicario lliurà a Artemi un exorcista, anomenat Pere, perquè el custodiàs a la presó. A la presó Pere s'adonà del sofriment d'Artemi causat per l'endimoniadament de la seva filla i li digué que si adorava a Crist com a Déu, faria sortir el dimoni del cos de la seva filla. Artemi se'n rigué li digué que si el seu Déu no el podia treure de la presó com podria treure el dimoni de la seva filla. Pere li respongué que li demostraria que sí que podia sortir de la presó. Per evitar-ho Artemi tancà amb més cadenes la porta de la cel·la i doblà els guardians. En arribar a casa ho comentà a la seva esposa, Càndida, que li recriminà que hagués fet befa del que li havia dit Pere i li recomanà que no anàs a dormir i quedàs vetllant per si Pere sortia de la presó. El mateix vespre Pere es presentà a Artemi i la seva família amb vestit blanc i portant una creu. En veure'l Paulina quedà immediatament alliberada del dimoni i Artemi, Càndida i Paulina es convertiren al cristianisme a l'instant.
Conegut el fet unes trenta persones relacionades amb aquesta família també volgueren fer-se cristians i demanaren a Pere el baptisme. Per la seva part Artemi alliberà els presos que tenia al seu càrrec i els demanà que es convertissin al cristianisme. Pere cridà a Marcel·lí, prevere, perquè els bategés a tots. Durant més d'un mes Marcel·lí catequitzà als nous cristians a la casa d'Artemi. Quan el jutge Sereno se'n adonà ordenà Artemi li entregàs a tots els cristians que tenia presos però es negà. Per aquests fets Pere i Marcel·lí foren martiritzats, però fugiren de la presó gràcies a un àngel que els alliberà. El jutge en saber-ho ordenà enterrar vius Artemi i la seva família. Quan se'ls duien a complir la sentència se'ls aparegueren Pere i Marcel·lí, i els soldats espantats tallaren el cap a Artemi, a la Via Aurèlia, i enterraren Càndida i Paulina dins d'un pou sec que taparen amb grans pedres.
Els cossos van ser recuperats i enterraren pare i filla a la Via Aurèlia, prop de la Basílica de Sant Pancràs. Posteriorment les seves restes foren traslladades a l'església dei Santi Silvestro e Martino ai Monti de Roma. Càndida fou enterrada en una altra basílica, prop de la Via Portuense. Aquesta Càndida es confon sovint amb una altra Càndida, verge i màrtir, que sofrí martiri a Cartago. Unes relíquies seves es veneren a l'Església Parroquial de Sant Miquel de Llucmajor, Mallorca.